# Nancy Faeser
Nancy Faeser (ur. 13 lipca 1970 w Bad Soden am Taunus) – niemiecka polityk, prawniczka i samorządowiec, działaczka Socjaldemokratycznej Partii Niemiec, posłanka do landtagu Hesji, deputowana do Bundestagu, w latach 2021–2025 minister spraw wewnętrznych.

## Życiorys
W 1990 zdała egzamin maturalny w Albert-Einstein-Gymnasium. Następnie studiowała prawo na Uniwersytecie Johanna Wolfganga Goethego we Frankfurcie nad Menem. W 1996 i 2000 zdała państwowe egzaminy prawnicze I oraz II stopnia, w międzyczasie odbyła aplikację prawniczą w wyższym sądzie okręgowym we Frankfurcie nad Menem. W 2000 podjęła praktykę w zawodzie adwokata, do 2007 pracowała w firmie prawniczej Clifford Chance.
W 1988 wstąpiła do Socjaldemokratycznej Partii Niemiec. W 1993 została radną powiatu Main-Taunus, a w 2006 zasiadła w radzie miejscowości Schwalbach am Taunus. W 2003, 2008, 2009, 2013 i 2018 wybierana na posłankę do landtagu Hesji. W 2019 objęła funkcję przewodniczącej frakcji deputowanych SPD. W latach 2014–2019 zajmowała stanowisko sekretarza generalnego heskich struktur socjaldemokratów, a w 2019 została przewodniczącą partii w tym kraju związkowym (kierowała nią do 2024).
W grudniu 2021 została ministrem spraw wewnętrznych i ojczyzny w nowo powołanym rządzie Olafa Scholza. W 2023 ubiegała się o urząd premiera Hesji, ponownie uzyskała w tymże roku mandat posłanki do krajowego parlamentu.
W wyborach w 2025 została natomiast wybrana w skład Bundestagu. W maju tego samego roku zakończyła pełnienie funkcji ministra.

## Życie prywatne
Jest mężatką, ma jedno dziecko.